# ヨーゼフ・シュトラウス
ヨーゼフ・シュトラウス（ドイツ語: Josef Strauss、1827年8月20日 - 1870年7月22日）は、オーストリアの作曲家・指揮者。
『ラデツキー行進曲』で知られるヨハン・シュトラウス1世の次男で、ワルツ王ヨハン・シュトラウス2世の弟にあたる。弟にエドゥアルト・シュトラウス1世が、甥にヨハン・シュトラウス3世がいる。（シュトラウス家も参照）

## 概要
工学技師の道を歩んでいたが、病に倒れた兄ヨハン2世の代役として指揮を務めたことを契機に音楽家としてデビューした。1853年に音楽家となってから1870年に没するまでの約17年間で280曲以上の作品を残し、また500曲以上の編曲も手がけたとされる。
兄の陰に隠れがちな存在だったがその音楽的能力は兄に優るとも劣らず、ヨハン2世をして「私はただ人気があるだけだ。ヨーゼフのほうが才能に恵まれている」と言わしめたほどである。初期ロマン派音楽、とりわけシューベルトの作品に大きな影響を受け、その詩情豊かで深みのある作風から「ワルツのシューベルト」と呼ばれた。ポルカではやや作風を異にし、『鍛冶屋のポルカ』のように機知とユーモアに富んだ楽しいものが多い。快速なポルカ・シュネルの数々ではさらに愉快な気分が強調されている。ポルカ・マズルカの分野では兄以上に高く評価されることも多く、ブラームスが自身のピアノ演奏を録音したことで知られる『とんぼ』などがある。
『ディナミーデン』の旋律の一部がリヒャルト・シュトラウスのオペラ『ばらの騎士』の「オックス男爵のワルツ」に採り入れられたり、『天体の音楽』と『わが人生は愛と喜び』がそれぞれドイツ映画『会議は踊る』のテーマ音楽と主題歌のメロディとして用いられたりと、後世への影響も大きい。

## 生涯

### 前半生

#### 幼少期

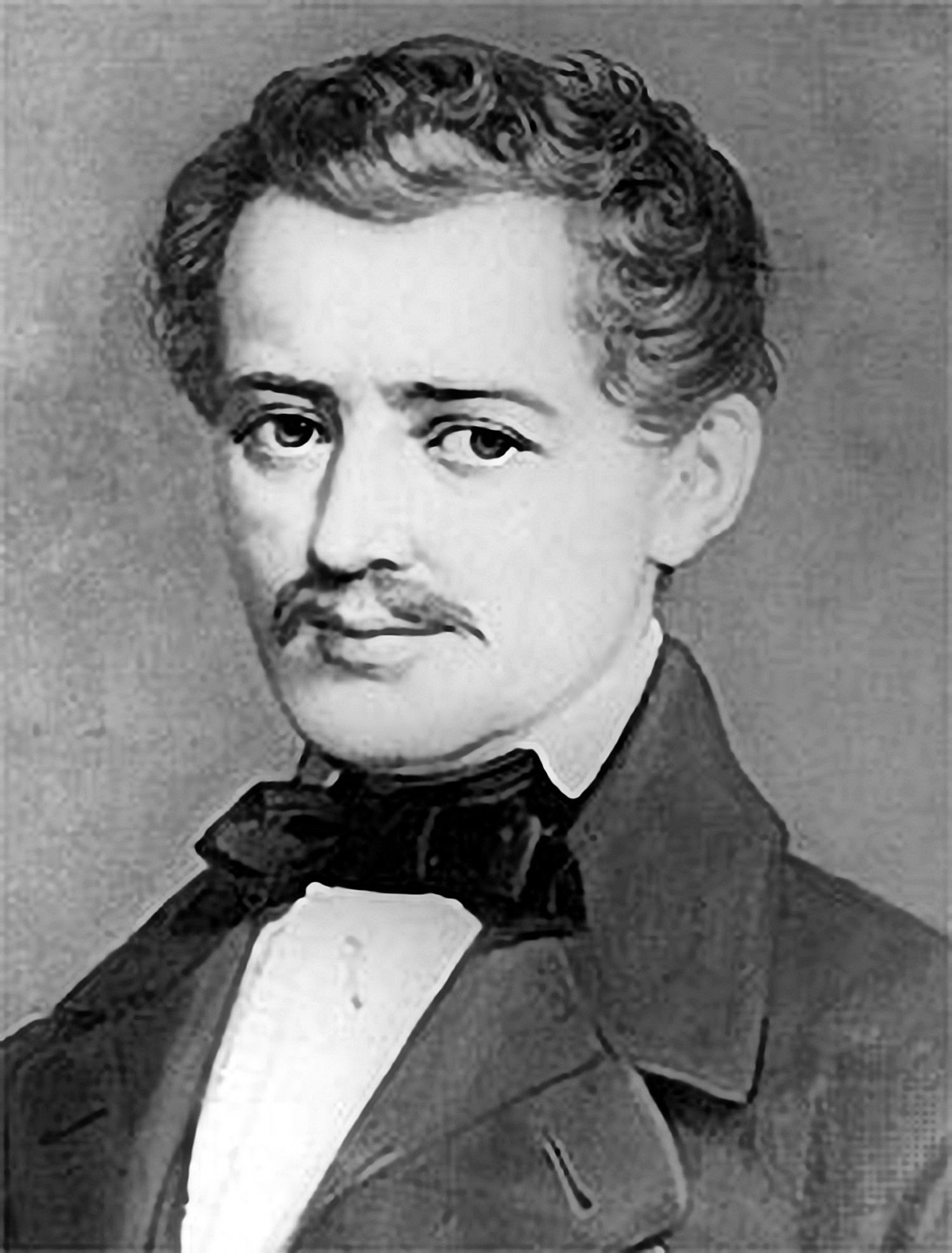
『ラデツキー行進曲』で知られる父のヨハン・シュトラウス1世

1827年8月20日、音楽家ヨハン・シュトラウス1世とその妻マリア・アンナのあいだに次男として誕生。出生地はウィーン郊外マリアドルフの「市民住宅69号」。家族や友人のあいだでは「ペピ（Pepi）」という愛称で呼ばれた。ヨーゼフには生まれつき脳に故障があり、その影響が脊椎に現れたため、とくに精神的・身体的障害はなかったものの虚弱体質だった。このハンディが影響したのか、陽気で明朗な性格の兄ヨハン2世とは違って、控えめで神経質な性格の持ち主に育った。
兄とヨーゼフは母によってピアノのレッスンを受けさせられ、ABCよりも早く二分音符を五線譜に書き付け、その意味を理解できるようになったという。父が高名な音楽家であったことから、兄弟の遊びの多くは自然と音楽的なものになった。自宅には父の仕事部屋があり、そこからはリハーサルの音が漏れていた。ヨーゼフは兄とともにそれを注意深く聴きとって、ピアノで連弾して楽しんでいた。のちに兄のヨハン2世は「二人ともピアノがバリバリ弾けたと本心から言える」「よく二人していろんな家庭に招待され、父の曲を暗譜で弾いては拍手を浴びた」などと回想している。
父は息子たちのピアノに全く関心がなかったが、あるとき楽譜出版業者のトビアス・ハスリンガーから兄弟のピアノの腕前について教えられて驚愕した。ヨーゼフは兄とともに父のいる部屋に呼ばれてピアノを弾くように言われたが、そこにあったアップライトピアノ（当時がそれが普通だった）を見てヨーゼフは「こんなピアノじゃ弾けない」と弁明したという。父はこのヨーゼフの言葉に驚き、「それならば、これはどうだ」と自分の部屋からグランドピアノを持って来させた。その後は兄曰く「二人は父のスタイルで弾いたり、いろんな奏法をこなしてみせたりした」。なお、二人はその後「お前たち、誰にもひけをとらないぞ」と父に褒められ、フード付きの上等なマントを褒美として与えられたという。

#### 工学技師の道へ

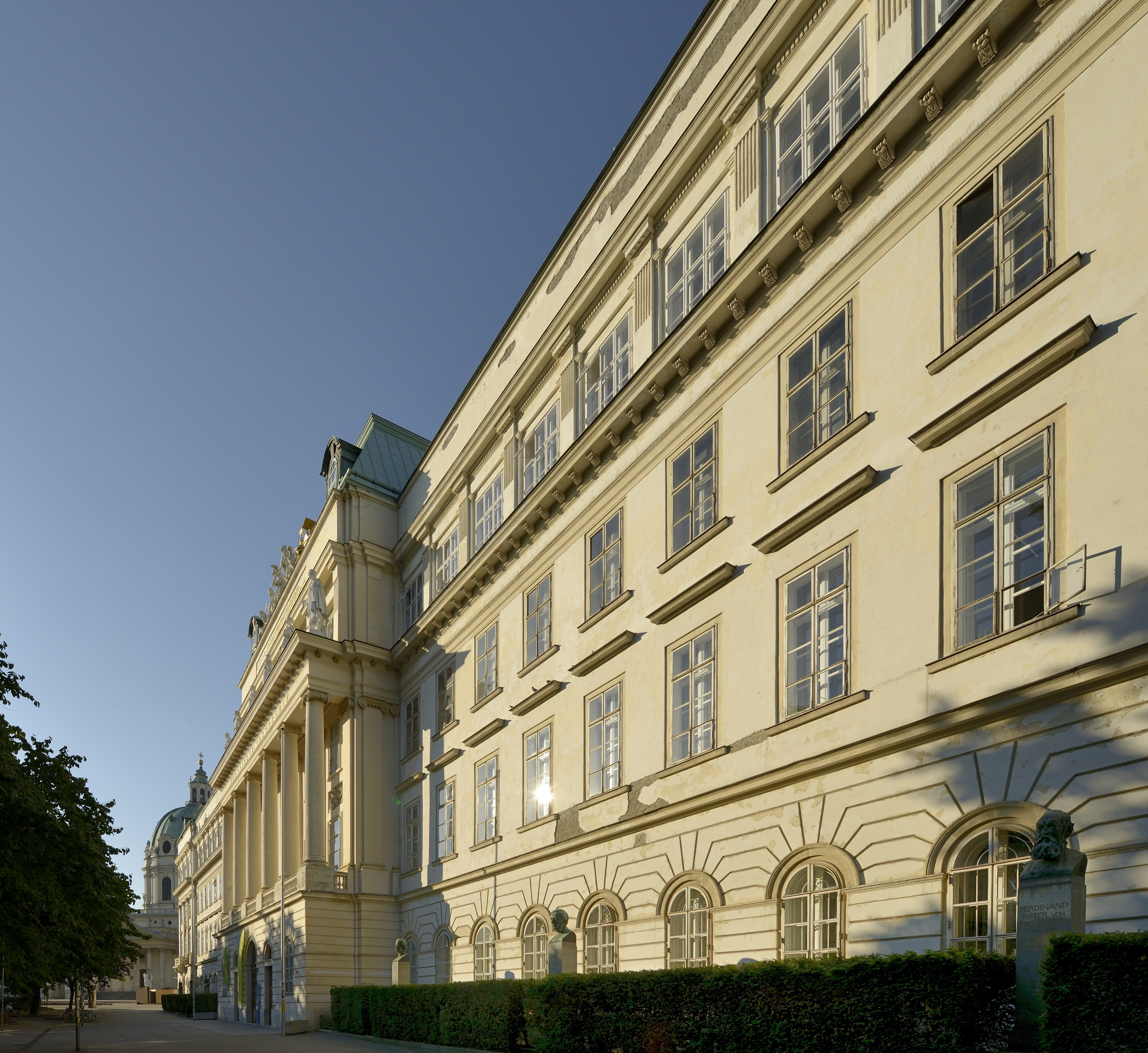
ヨーゼフの通った総合技術専門学校（現在のウィーン工科大学）

父ヨハン1世の影響を強く受けて音楽家となった兄ヨハン・シュトラウス2世とは違って、ヨーゼフには音楽家になろうという意志は全くなかった。名門高校ショッテン・ギムナジウムを卒業した後、彼はウィーンの総合技術専門学校（現在のウィーン工科大学）の技術科で機械工学、製図、数学を学んだ。出席率は対して良くなかったが、最終試験では「一級」の評価を得た。
1848年革命が勃発すると、ヨーゼフは革命側に立って武器を手にして戦った。同年12月23日、父はヨーゼフに軍人になるよう命令したが、「私は人を殺すことを学びたくない。人間として人類に、市民として国家に役立ちたい」として拒絶した。父は翌年に死んだため、ヨーゼフは軍人になることを強制されずに済んだ。その後の数年間、技師としてのキャリアを順調に積んでいった。
- 1851年 - 現場監督としてドナウ川支流の石のダムと水門の建設を管理[注釈 4]
- 1852年 - 『数学、工学、幾何学、物理学における実例、公式、表、テスト集』を出版
- 1853年 - 同僚とともに路面清掃車の計画書をウィーン市議会に提出

とりわけ自動車に回転するブラシをつけるという路面清掃車の計画は、当初は「実際的でない」として却下されたが、のちに採用され、今日のシステムの前身として評価されている。なお、実現はしなかったが、ヨーゼフはさらに雪かき機の設計も提出する意思を示していた。
この頃にもヨーゼフは趣味として歌曲やピアノ曲を作曲しており、そうした作品はもっぱら仲間内で演奏された。フランツ・マイラーによると、ヨーゼフは「素晴らしいピアニストならびに歌手として、仲間内でその種の作品をよく作曲していた」という。オットー・ブルサッティによれば、作曲年代が判明しているヨーゼフの最古の曲は、1849年に作曲された『演奏会大ギャロップ』である。ヨーゼフ自らテキストを書き、舞台装置を考え、登場人物や衣裳、背景のスケッチもいろいろ描いた『ローバー』という五幕の劇もある。

#### 「最初で最後」

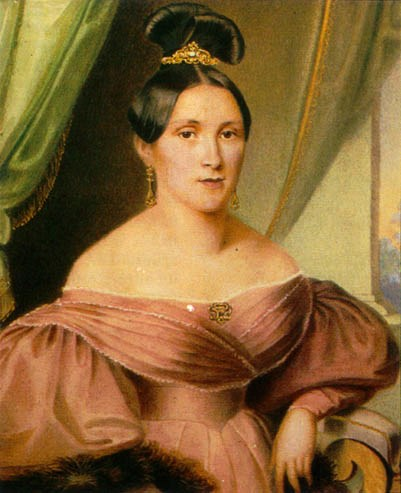
ヨーゼフの指揮者デビューに多大な影響を及ぼした母アンナ

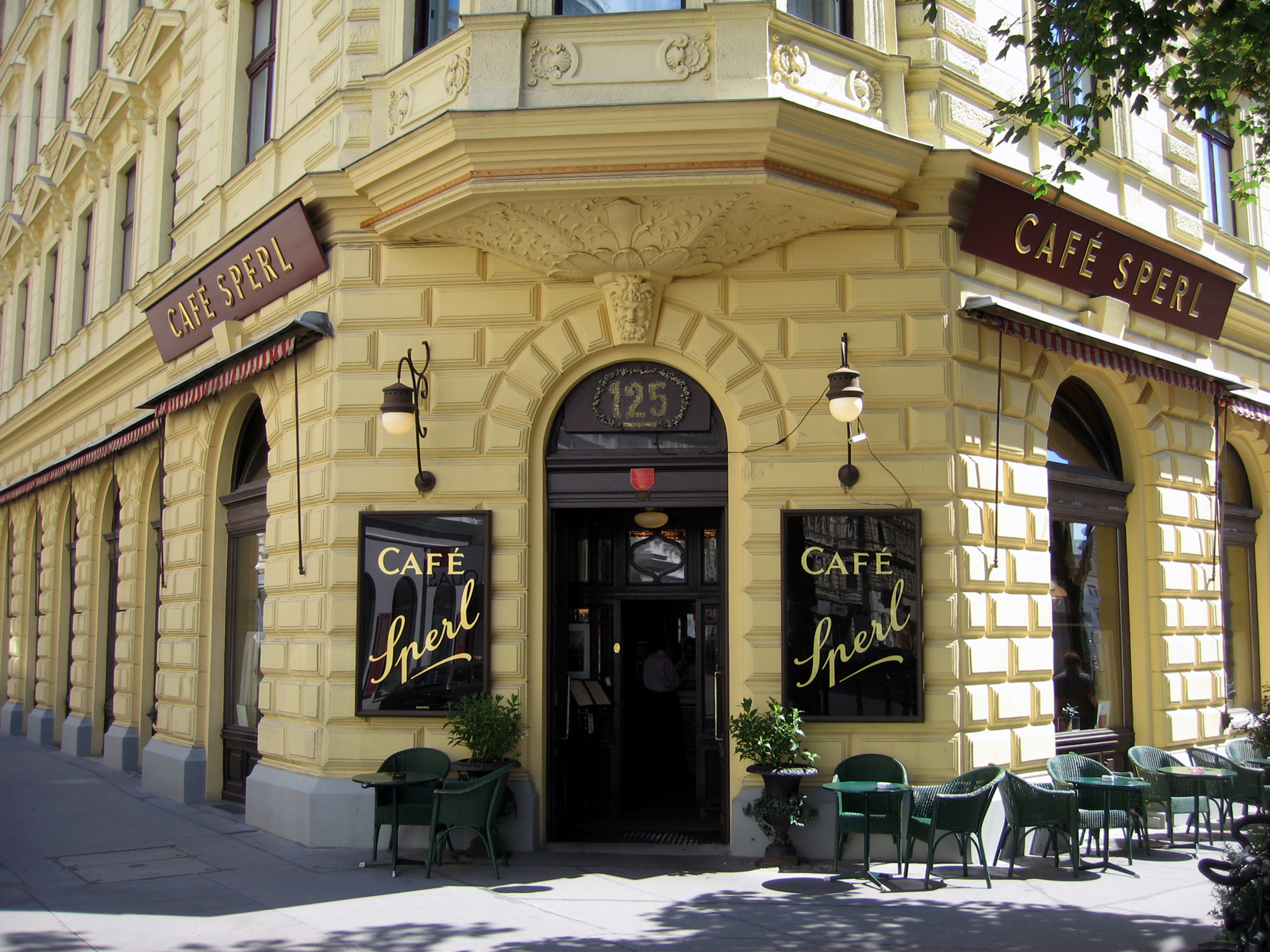
ヨーゼフが指揮者デビューを飾った「シュペール」

1849年、父ヨハン1世が死去すると「ヨハン・シュトラウス」はただ一人になり、それまで親子に自然と分散されていたウィーン中の仕事が兄ヨハン2世に集中するようになった。兄は連日連夜の演奏会と作曲活動で身が持たず、しばしば再起不能かと思われるほどの重病に倒れた。
医者たちはヨハン2世に長期の静養を取らねばならないと口々に診断した。母アンナはヨハン2世の代役として（少なくとも一時期は）ヨーゼフにシュトラウス楽団を指揮してもらわなければならないと考えるようになり、ヨハン2世もこれに同調した。
物静かな性格のヨーゼフは、自分が兄のように華やかな世界での仕事ができるとは思えず猛反対したが、結局は「シュトラウス家のため」と迫る母と兄の説得に折れた。1853年7月23日、ヨーゼフは療養中の兄に代わって「カフェ・シュペール」で指揮のデビューを飾ることになった。当日、ヨーゼフは恋人で未来の妻であるカロリーネ・ヨーゼファ・プルックマイヤーに宛ててこう手紙を書いている。
| 「 | Das Unvermeidliche ist geschehe. Ich spiele zum ersten Male beim "Spelrl": Ich bedaure vom ganzen Herzen, das dies so plötzlich geschehen―― （日本語訳）避けられない事態が起こりました。きょう私は初めて”シュペール”で演奏します。こんなことになってしまうなんて、心の底から残念でなりません……。 | 」 |

ヨーゼフはやがて指揮活動だけでなく、兄に代わって新しいワルツを作曲せねばならない状況に陥った。ヨハン2世は、年に一度のハーナルス教会祭の際に演奏するためのワルツの作曲を引き受けていたが、その依頼をほったらかして長期の静養に入ってしまった。そうこうしているうちに8月29日の演奏予定日が迫ってきたため、やむなくヨーゼフが作曲を手掛けることになった。こうして作曲されたのが、ワルツ『最初で最後』（作品1）である。
『最初で最後』というその曲名からも、当時のヨーゼフの胸中を容易に察することができるが、この『最初で最後』が「卓抜で、独創的、メロディアスなリズム」と新聞に評され、かえってヨーゼフへの人々の期待を高めてしまった。このワルツは6回もアンコールされ、翌日の多くの新聞は「これがヨーゼフ・シュトラウスの最後の作品にならないように望む」などと結んだ。

### 音楽家生活

#### 音楽家への転身を決意

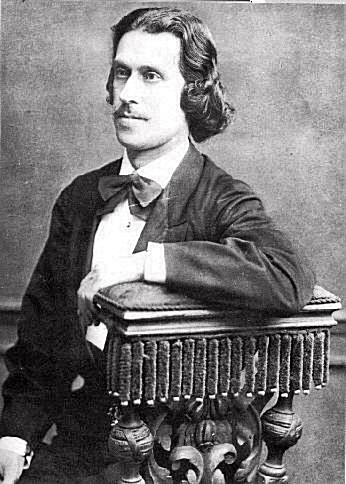
ヨーゼフ（時期不明）

9月中旬には兄ヨハン2世がウィーンに戻ってきたため、眼病と頭痛に悩まされていたヨーゼフはただちに臨時指揮者を退いたが、翌1854年6月初旬にヨハン2世は再び体調を崩して静養に出掛けた。そのため、またもやヨーゼフが兄の代理としてシュトラウス楽団の指揮やいくつかの作曲を手掛けることになった。
この頃のヨーゼフは自分の将来について悩み、恋人のカロリーネに「私はどうしたらいいのか困っています」という手紙を送っている。やがてヨーゼフは不本意ながらも音楽家となる決意を固め、1854年7月にワルツ『最後の後の最初』（作品12）を発表した。それまでの作品は『最初で最後』のように兄の代理としてやむなく作曲したものであったが、このワルツでヨーゼフは音楽の世界に留まり続けることを表明したのである。この年、正式に技師を辞めた。
音楽家に転身することを決意したヨーゼフは、音楽理論と作曲法とヴァイオリン演奏を徹底的に学び始めた。ヴァイオリンの師は兄と同じく、父の楽団で第一奏者だったフランツ・アモンであった。1857年3月16日、2年間の正規の音楽教育を修了し、和声学の教授フランツ・ドレシャルから次のような免状を与えられた。
| 「 | 本日行われた通奏低音と作曲の原理についての試験を、最優秀な成績で合格した。彼の音楽の実地での最大の能力を保証する。 | 」 |

この時期の作品としては、現在でもよく演奏されるポルカ・フランセーズ『小さな水車』（作品57）や、発表後たちまちウィーンの小唄に変えられて大流行したというワルツ『調子のいい男』（作品62）などがある。なお、1858年6月15日には『理想』というワルツを初演して新聞に「傑作」と称えられたが、この曲は原稿が紛失してしまったために出版できず、現在は残っていない。

#### ロマン派音楽への傾倒

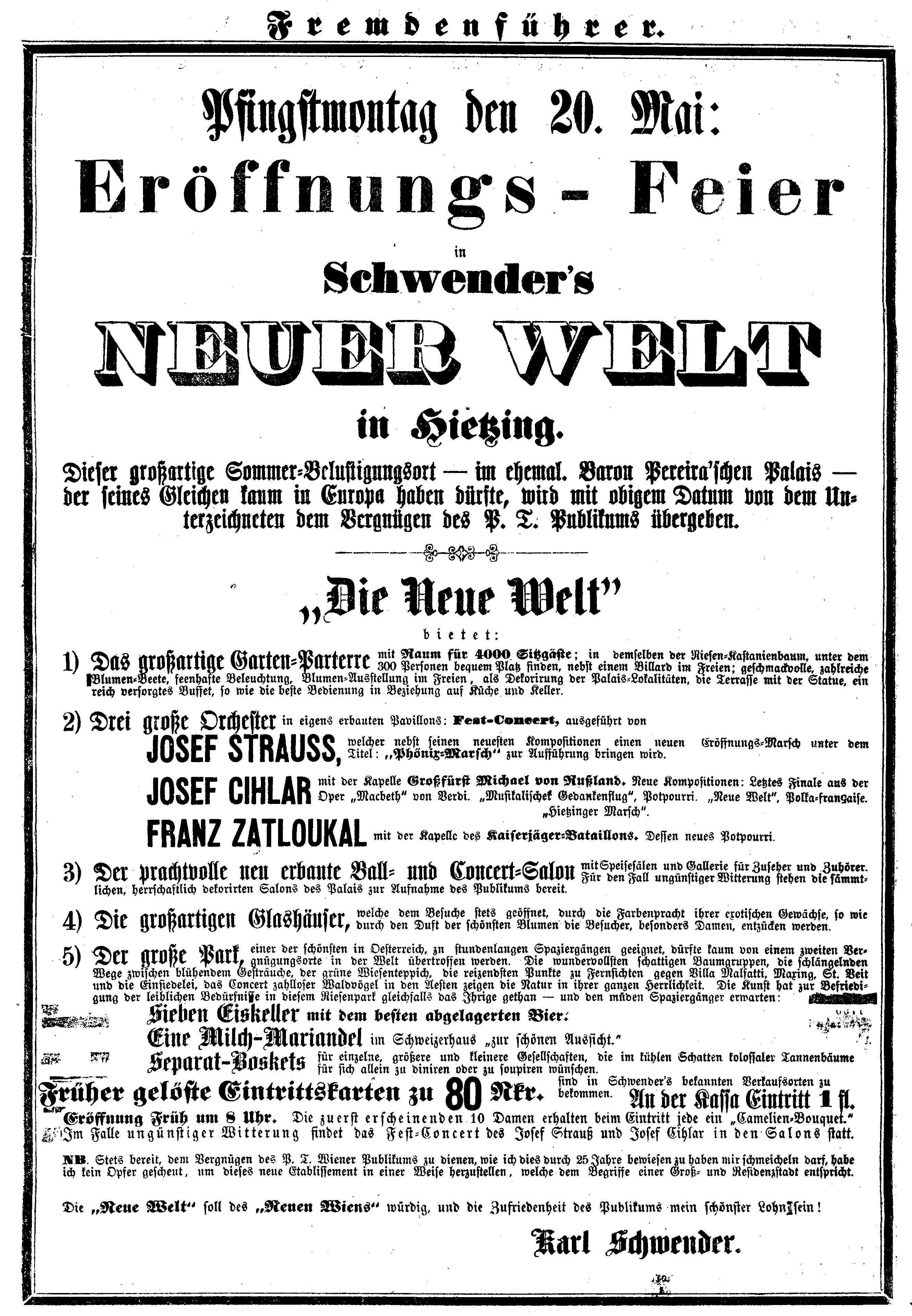
1861年5月20日の演奏会のプログラム

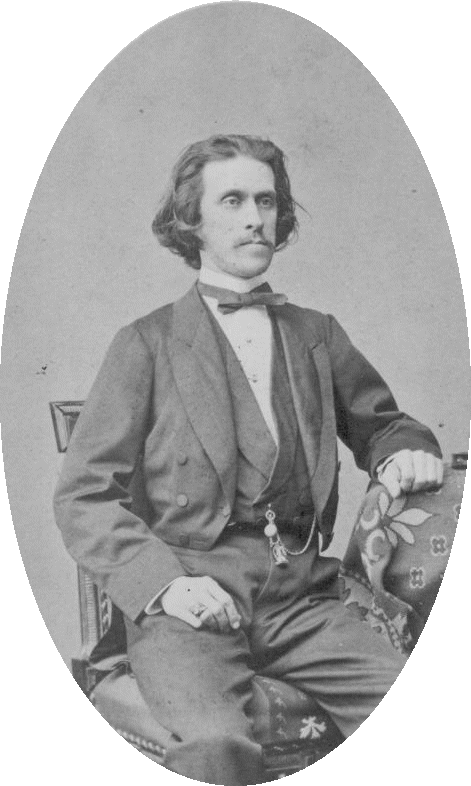
ヨーゼフ（時期不明）

ヨーゼフは古典音楽の大讃美者であり、シューベルトを始めとするロマン派音楽に傾倒した。1855年、兄ヨハン2世に宛てた書簡のなかでヨーゼフは「私の人生は3/4拍子だけには留まらないでしょう」と書いた。「3/4拍子」とはすなわちワルツであり、純粋なダンス音楽の作曲家のみで終わるつもりはないことを宣言したのである。古典音楽を積極的に吸収しつつ、ヨーゼフは「交響楽的ワルツ」という新しい境地を開こうとした。
1857年6月8日、交際していたカロリーネと結婚した。その際に彼女に捧げたワルツ『愛の真珠』（作品39）をヨーゼフは「コンサート・ワルツ」と定義づけた。しかしこのワルツは作曲者が期待していたほどには評価されず、「ランナーのスタイルに傾いている」と新聞に評された。ウィーン市民は、兄のヨハン2世をヨハン1世の後継者として、そして弟のヨーゼフをヨーゼフ・ランナーの後継者として捉えていた。しかし、当のヨーゼフ自身は、ランナーの単なる「後継者」以上の評価を得たいと考えていた。
ワーグナーやリストをあまり評価しない批評家たちには良く思われなかったが、ヨーゼフはワーグナー、リスト、シューマン、そしてシューベルトの作品を自身の演奏会のレパートリーに加えた。ワーグナーの作品のウィーン初演はヨーゼフに任され、1860年初夏には早くもワーグナーの楽劇『トリスタンとイゾルデ』の一部をウィーンで演奏している（正式な初演の5年前）。その後ヨーゼフは、当時のウィーンでは演奏が難しいとされていたヴェルディの作品も、まるでワーグナーの作品とは方向性の相違がまったくないかのように演奏し始めた。同時代のドイツの作曲家ペーター・コルネリウスは、ヨーゼフを兄弟の中で最も「教養のある音楽家」と評している。
1864年9月6日、ヨーゼフはワルツ『オーストリアの村つばめ』（作品164）とポルカ・マズルカ『女心』（作品166）を初演した。兄がワルツ『ウィーンの森の物語』を作曲する4年前のことで、当時はまだ兄ヨハン2世も『オーストリアの村つばめ』のように詩的なワルツの域には達していなかった。同年10月、プロイセン王国領ヴロツワフの興行主が、オーケストラを編成して3000席のホールで演奏して欲しいと申し出てきたため、この契約に署名した。ヨーゼフは母と兄のいるウィーンから離れた場所で独自の活動ができることに気を良くしたが、期待に反してヴロツワフでの活動は惨めなものだった。ヨーゼフの手紙によると、オーケストラはあまりにも貧弱で、ヨーゼフのレパートリーでこのオーケストラが演奏できる曲にはかなりの制限があったという。
傷心のうちにウィーンに戻ったヨーゼフは、ますます熱心に古典ロマン派音楽を学んだ。シューベルト、シューマンらに加えて、ベートーヴェンやベルリオーズなども加わり、これらの楽風を採り入れた曲を書こうとした。その代表格がワルツ『ディナミーデン』（作品173）である。1865年、ヨーゼフは作曲中に突如として意識を失った。休養をとって回復した後、さらにシューベルトに傾倒し、オーケストラのレパートリーに『ロザムンデ』を加えるなどした。この時期の作品にワルツ『トランスアクツィオン』（作品184）がある。

#### 円熟期

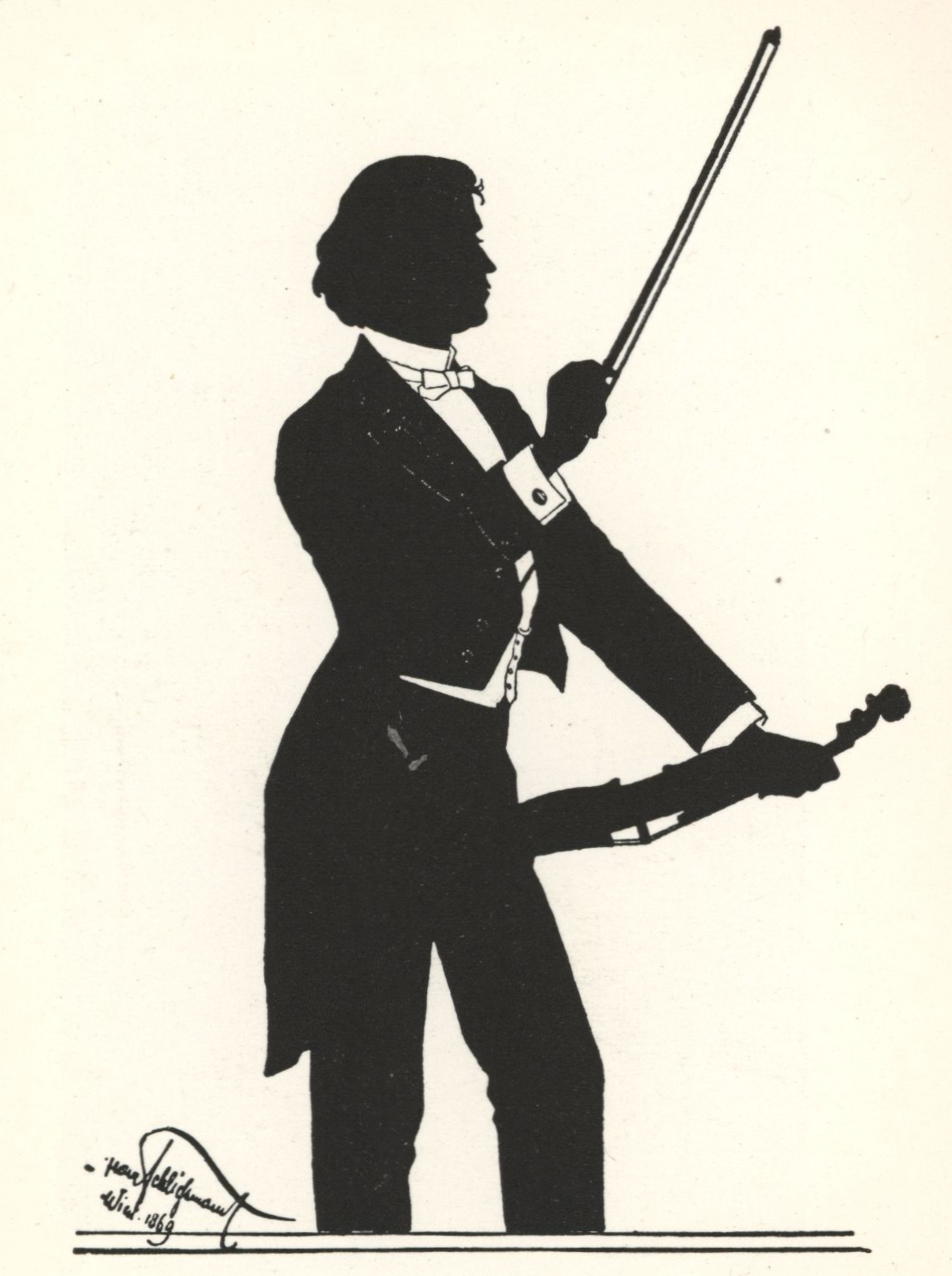
指揮するヨーゼフ（1869年）

かつて父ヨハン1世がランナーと「ワルツ合戦」を繰り広げたように、ヨーゼフも兄ヨハン2世と激しく競った。しかしヨーゼフはもはや「ランナーの後継者」ではなく「ワルツのシューベルト」と看做されるようになっていた。なお、1867年にヨーゼフがワルツ『うわごと』（作品212）を発表した際、ヨハン2世はヨーゼフに兜を脱ぎ、次のように言ったという。
| 「 | ペピのほうが才能がある。私はただ人気があるだけだ。 | 」 |

作曲に関しては兄も認める才能の持ち主だったヨーゼフだが、一般的な注目度では父と同じ「ヨハン・シュトラウス」という名を受け継いでいる兄に劣った。兄弟の作品はしばしばシュトラウスという名前でひとくくりにされ、ヨーゼフの作品であるにもかかわらず楽譜の表紙に「ヨハン・シュトラウス」と印字されることさえあった。
これに不満を抱いていたヨーゼフは真に兄と並び立つ存在であろうとし、生来病弱な体であったにもかかわらず、無理を押して精力的な作曲活動を行った。例えば、1867年にヨーゼフが発表した作品数は、『マリアの調べ』（作品214）ほか25曲という驚異的な数字であった。同年のシュトラウス兄弟の新曲は、兄ヨハンが6曲、弟エドゥアルトが8曲であり、ヨーゼフが突出して多い。1868年1月21日、ワルツ『天体の音楽』（作品235）を発表。この時期のヨーゼフはストレス解消のためにレオポルトシュタットのカフェで毎日のように夜明けまでカード遊びをし、葉巻を日に20本も吸っていたという。この頃、過労のせいでヨーゼフは再び倒れた。
1869年2月1日、ワルツ『水彩画』（作品258）を初演した。それから6日後の2月7日にはワルツ『わが人生は愛と喜び』（作品263）を初演し、大喝采を浴びた。3月13日には『鍛冶屋のポルカ』（作品269）を発表。立て続けに傑作を生み出すヨーゼフは、明らかに当時の兄にとって最大の音楽的なライバルであったが、それにもかかわらず聴衆の反応は兄とは違うものであることが多かった。兄とともにロシアのパヴロフスクへ出かけた際にヨーゼフは、異常なほどの人気者である兄と比較されることを心配している。
| 「 | 私のここでの立場は容易なものではない。先入主（＝兄）にたいして戦わねばなりません。 （ウィーンに残してきた妻カロリーネ宛ての手紙、1869年4月16日付） | 」 |

ちなみに、有名な『ピツィカート・ポルカ』（作品番号なし）は、このロシア演奏旅行のときに兄と合作したものである。翌1870年2月17日には『ジョッキー・ポルカ』（作品278）を初演。4月4日にはシューベルトの交響曲を思わせるワルツ『宵の明星の軌道』（作品279）を初演し、これもまた聴衆の大喝采を得た。ヨーゼフは兄の名声には及ばぬものの作曲家として絶頂にあったが、それは死の前の最後の輝きともいえるものだった。

#### 死去

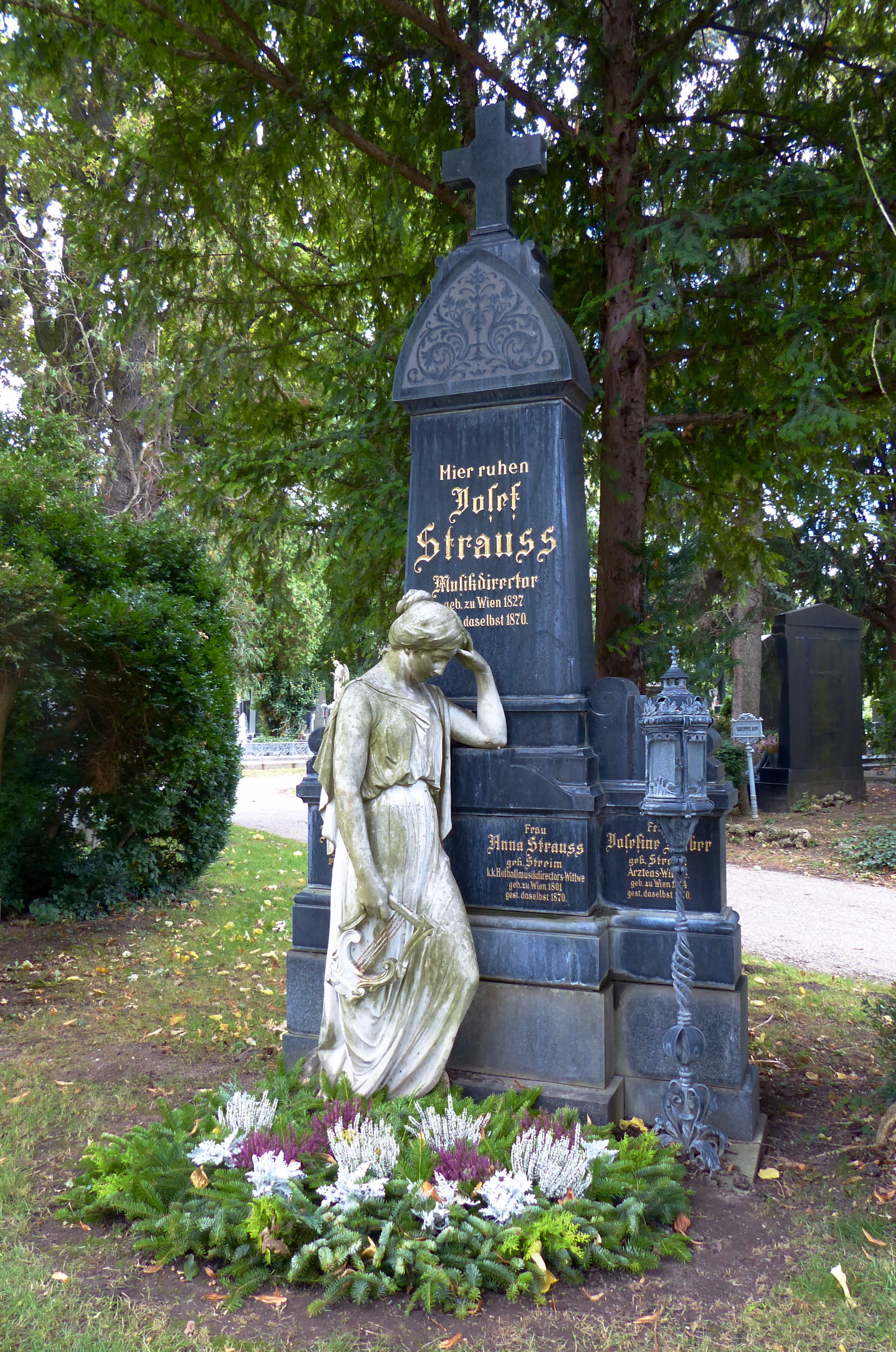
ウィーン中央墓地のヨーゼフの墓。母アンナとの共同墓で、父ヨハン1世の墓の向かい正面に位置する。はじめマルクス墓地に埋葬されたが、のちに改葬された

1869年10月10日、パヴロフスクの鉄道会社は変化を求めて「1870年以降は他の音楽家と契約する」とシュトラウス兄弟に通告した。他の音楽家とは、プロイセンのベンヤミン・ビルゼであった。そのためヨーゼフはビルゼがワルシャワで空席にしてきたポストを狙い、1870年5月15日から9月15日までの契約を取り付けた。母アンナはこの契約に反対だったが、功を焦ったヨーゼフは、兄がパヴロフスクで得たような名声を自分も同じようにワルシャワで得ようとした。この契約こそが、彼の死を早めることになった。
ワルシャワでの仕事は、諸々の問題に悩まされることになった。習慣の違いから楽譜や楽器の到着は遅れ、予約していた宿泊施設も使えなかった。大勢の楽員もエージェントの手落ちでやって来ず、開始予定日二日後の5月17日、ヨーゼフは兄に宛ててこう書いた。
| 「 | ぼくは憂鬱です。いつ始まるかの見込みも立ちません。この手紙が兄さんの手に届く頃、破局は最高潮に達しているでしょう……。 | 」 |

弟エドゥアルトが援助してくれたおかげで、ヨーゼフは5月22日にようやく最初の演奏会を開くことができた。しかしそれからわずか10日後の6月1日、心配と疲労がたたったヨーゼフは、「スイスの谷」のコンサートホールでの指揮のさなかに突如として指揮台の上で倒れ、意識を回復しないまま宿舎に連れ戻された。
6月5日にウィーンからワルシャワに急行した妻カロリーネが見たときのヨーゼフは、のちに弟エドゥアルトが書いているように「手足は麻痺し、口もろくにきけなかった」という。ヨーゼフを診察したポーランドの医者は、脳卒中の兆候があり、脳腫瘍が破裂した可能性があると診断した。ヨーゼフは小康を保ったのち、6月15日に再発作を起こした。ワルシャワでの契約がまだ残っていたため、ヨハン2世が急遽ワルシャワに赴いて指揮することになった。
7月17日、カロリーネは異国で倒れた夫をウィーンに連れ帰る決心をする。この時ヨーゼフの意識ははっきりしていたという。7月22日午後1時30分、ヨーゼフはシュトラウス家の自宅「雄鹿館」で息を引き取った。カロリーネが遺体解剖を拒絶したため、具体的な死因は分かっていない。酔っ払いのロシア人兵士たちから受けた傷がもとで死んだという事実無根の噂がヨーロッパ中に広まり、公式に否定されたが多くの人々に信じられた。
10月18日の追悼式では、代表作である『オーストリアの村つばめ』と『女心』が兄の指揮のもとで演奏された。ヨーゼフの死の5か月前である2月23日には母アンナも世を去っており、ごく短期間に母と長弟を失ったヨハン2世は一時的に創作意欲を失ってしまった。親交があったフィリップ・ファールバッハ2世によって、のちに『ヨーゼフ・シュトラウスの想い出（Erinnerung an Josef Strauß）』という亡きヨーゼフを偲ぶワルツが作曲された。ヨーゼフはオペラ、交響曲、歌曲の作曲も目指していたが、その夢が叶うことはなかった。『モルゲン・ポスト』誌は、死亡記事のなかで次のように書いた。
| 「 | ヨーゼフは彼の人生の最大の野心、グランド・オペラの作曲を果たさないうちに死んだ。 | 」 |

なお、ヨーゼフは1869年に「違う種類の作曲に転向中」と語っており、また妻カロリーネや同名の娘カロリーネがともに、ヨーゼフが書いたと思われるオペレッタについて書いているが、そのオペレッタはヨーゼフが死ぬと謎のように消えた。

### 死後

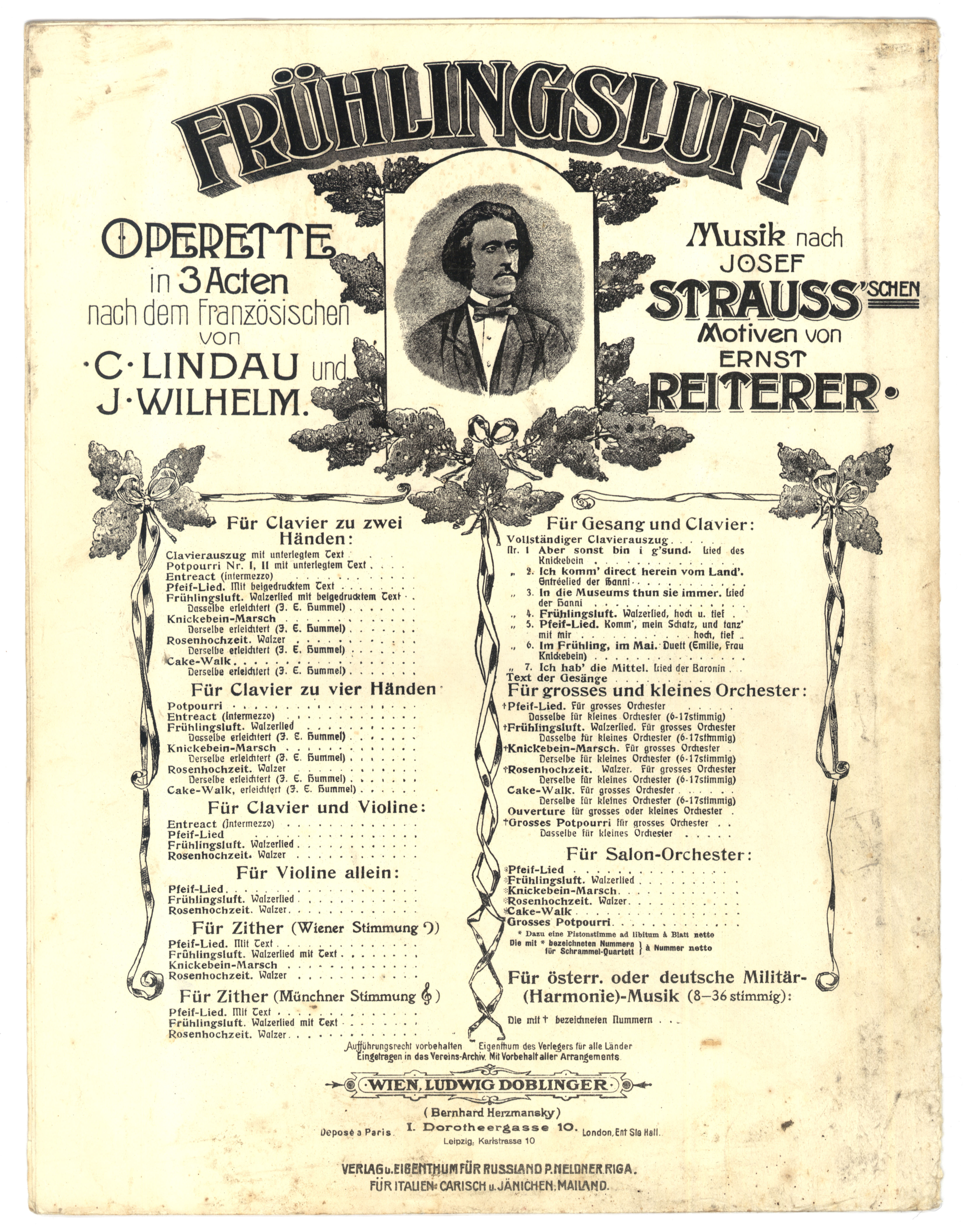
オペレッタ『春の空気』。ヨーゼフの肖像が描かれている

残されたヨーゼフの妻子は、その後もシュトラウス家と楽団の練習場がある「雄鹿館」の一室で生活を続けた。ヨーゼフの死後、このような噂が広まった。ヨハン2世は残されたヨーゼフの妻子に対して生活援助を行ったが、その見返りとして弟の遺した手稿をすべて譲り受けた。ヨハン2世は弟の未発表の曲を盗作しようともくろみ、生活援助という名目でヨーゼフの未亡人に近づいた。そして未亡人と肉体関係を結んで手稿を手に入れて、その遺稿をもとにして作り上げたのがオペレッタ『こうもり』である、と。特に最後の『こうもり』が盗作だという噂の出どころは、どうやら末弟のエドゥアルトであるらしい。
ヨーゼフは多作の人であったにもかかわらず、その書斎から遺作がほとんど見つからなかったこと、ヨハン2世が未亡人となったカロリーネに多額の金額を贈っていることが噂の根拠とされた。実際のところヨハン2世は、ワルシャワでヨーゼフに代わって指揮をしたことによって受け取った多額の報酬を、そのままカロリーネに贈っただけである。また、遺言執行人としてヨーゼフの書斎を調べたヨハン2世によって発見されたものは、すべて世に発表されたものだったという。
死後33年が経った1903年、ヨーゼフの曲ばかりを構成して作られたオペレッタ『春の空気』が登場した。これ以降、『女の気持ち』、『ウィーンの森の燕』、『美人の娘』、『白い旗』、『人生を楽しもう』、『ワルツの夢』、『シュトラウス家の息子たち』など、ヨーゼフおよび兄ヨハン2世の曲を使ったオペレッタが続々と登場した。これらの作品には「ヨーゼフ・シュトラウスのモチーフに基づいて」や「今は亡きヨーゼフ・シュトラウスの音楽」といったサブタイトルが付けられている。
妻カロリーネは、夫の遺品として楽団とは関係のないヨーゼフの楽譜（ピアノ譜など）を保有し続けた。1907年10月22日にエドゥアルトが楽団所有の楽譜を焼却処分した際にも、このような理由でヨーゼフのいくらかの手稿は燃やされずに済み、現在まで受け継がれている。エドゥアルトは馬車7台分の楽譜を焼却したとされ、これによってシュトラウス家の作品は出版されたものばかりが残っている状況であり、ヨーゼフの手稿は限られた一次資料として貴重なものとなっている。

## 家族
- 妻 カロリーネ・ヨーゼファ・プルックマイヤー（Caroline Josepha Pruckmayer、1831年 - 1900年）
- 娘 カロリーネ・アンナ・シュトラウス（Karoline Anna Strauss、1858年 - 1919年）

なお、妻のカロリーネは、かつて兄ヨハン2世の恋人だった。ちなみにヨハン2世はロシア・パヴロフスクの地から、義妹となったウィーンのカロリーネにこんな手紙を送ったことがある。
| 「 | この瞬間、君にキスしてもらいたい気持ちでいっぱいなんだ……。これまでにない厚かましさでこれからは君を悩ませるつもりだからね。男の子が欲しいのだろ？リーナ、そういうことならいくらでも協力するので、そのときは君を愛している義理の兄ジャンのことはお忘れなく。どうかこの最後の言葉は他人にもらさないように。 | 」 |

## 作品

### ワルツ
特に著名な「七大ワルツ」は太字で表記。
- 『最初で最後』(Die Ersten und Letzten) op.1
- 『古き良き時代』(Die guten, alten Zeiten) op.26
- 『五月のバラ』(Mai-Rosen) op.34
- 『愛の真珠』(Perlen der Liebe) op.39
- 『調子のいい男』(Flattergeister) op.62
- 『オーストリアの村つばめ』(Dorfschwalben aus Österreich) op.164
- 『ディナミーデン』(Dynamiden) op.173
- 『トランスアクツィオン』(Transaktionen) op.184
- 『ドイツの挨拶』(Deutsche Grusse) op.191
- 『うわごと』(Delirien) op.212
- 『マリアの調べ』(Marien-Klänge) op.214
- 『学生の夢』(Studententräume) op.222
- 『秋のバラ』(Herbstrosen) op.232
- 『天体の音楽』(Sphärenklänge) op.235
- 『真面目とユーモア』(Ernst und Humor) op.254
- 『水彩画』(Aquarellen) op.258
- 『わが人生は愛と喜び』(Mein Lebenslauf ist Lieb' und Lust) op.263
- 『女の面目』(Frauenwürde) op.277
- 『宵の明星の軌道』(Hesperus-Bahnen) op.279

### ポルカ
- ポルカ・フランセーズ『小さな水車』(Moulinet) op.57
- ポルカ・フランセーズ『ラクセンブルク・ポルカ』(Laxenburger) op.60
- ポルカ・シュネル『スブレット』(Die Soubrette) op.109
- ポルカ・シュネル『休暇旅行で』(Auf Ferienreisen) op.133
- ポルカ・シュネル『ルドルフスハイムの人々』(Rudolfsheimer) op.152
- ポルカ・フランセーズ『糸を紡ぐ女』(Die Spinnerin) op.192
- ポルカ・フランセーズ『ウィーンの生活』(Wiener Leben) op.218
- ポルカ・シュネル『大急ぎで』(Im Fluge) op.230
- ポルカ・シュネル『投書欄』(Eingesendet) op.240
- ポルカ・シュネル『おしゃべりなかわいい口』(Plappermäulchen) op.245
- ポルカ・シュネル『スケート』(Eislauf) op.261
- ポルカ・フランセーズ『鍛冶屋のポルカ』(Feuerfest) op.269
- ポルカ・シュネル『憂いもなく』(Ohne Sorgen) op.271
- ポルカ・フランセーズ『芸術家の挨拶』(Kunstler-Gruss) op.274
- ポルカ・シュネル『騎手』(Jockey) op.278
- ポルカ・フランセーズ『上機嫌』(Heiterer Muth) op.281
- 『ピツィカート・ポルカ』(Pizzicato-Polka)
兄ヨハン2世との共作、作品番号なし

### ポルカ・マズルカ
- 『燃える恋』(Brennede Liebe) op.129
- 『おしゃべり女』(Die Schwätzerin) op.144
- 『女心』(Frauenherz) op.166
- 『とんぼ』(Die Libelle) op.204
- 『腕を組んで』(Arm in Arm) op.215
- 『遠方から』(Aus der Ferne) op.270
- 『モダンな女』(Die Emanzipierte) op.282

### 行進曲
- 『日本行進曲』(Japanesischer Marsch) 作品番号なし
  - 出版譜には「op.124」と印刷されているものの、この作品番号はワルツ『運命の子供』（Glückskinder) と重複している[50]。通常「op.124」と言う場合はこの曲ではなく『運命の子供』のことを指す。

### その他

#### ピアノ曲
- 『演奏会用大ギャロップ』(Grand Galoppe du concert)
- 『カプリス』(Capprice[注釈 8])
- 『主題と変奏』(Thême variée)
- 『演奏会用大行進曲』(Grand marche du concert)
- 『メランコリエ』(Melancholie)
- 『ラプソディー』(Rhapsodie)
- 『セレナーデ』(Serenade)
- 『夕べの鐘』(Abendläuten)

#### 幻想曲
- 『幻想的なアレグロ』(Allegro fantastique)
- オーケストラのための幻想小品『心の痛み (愛の苦しみ)』(Peine du coeur)